# Вальдштеттен (Баварія)
Вальдштеттен (нім. Waldstetten) — громада в Німеччині, знаходиться в землі Баварія. Підпорядковується адміністративному округу Швабія. Входить до складу району Гюнцбург. Складова частина об'єднання громад Іхенгаузен.
Площа — 11,12 км2. Населення становить 1250 ос. (станом на 31 грудня 2020).